# Obscuratis
Obscuratis ist eine Mittelalter-Folk-Formation aus Osnabrück.

## Geschichte
Obscuratis gründeten sich 2006, doch schon nach kurzer Zeit verließ mit Fortuna das erste Gründungsmitglied die Band. Kurz darauf ist mit Filia von Museberg, eine multiinstrumentale Bereicherung in die Band gekommen. Ihr erstes selbstproduziertes Album haben Obscuratis Ende 2006 herausgebracht und es heißt Mittelalter-nativ.
Anfang 2007 haben sie nach einem zweiten Trommler gesucht und sind in Tigga va Oche auch fündig geworden. Sie haben bei zahlreichen Marktauftritten im In- und Ausland, unter anderem mit bekannteren Bands wie Subway to Sally, Schelmish, Corvus Corax, Cultus Ferox und Saltatio Mortis zusammen gespielt. Sie waren die Opener Band des Mittelalter Festivals Medieval Emporium 2007 bei Paderborn, wo vieles, was Rang und Namen in der Szene hat, aufgetreten sind. Ende des Jahres wurde Tigga va Oche durch Zjold dem Zinker am Schlagwerk ersetzt.
2009 haben sie dann ihr zweites Album Ad Infinitum herausgebracht, das auf Radio AENA sogar einen Sonderbericht bekam. Aber kurz nach den Aufnahmen zu dieser CD hat das Gründungsmitglied Amras die Band verlassen. Der Friese ist für ihn in die Band gekommen und hat seinen Platz am Schlagwerk und der Davul übernommen. Außerdem war Obscuratis Bestandteil der mittelalterlichen Großkombo Sackratten. Anfang 2010 haben Obscuratis ihre Trennung bekannt gegeben.
Einige der ehemaligen Mitglieder der Band spielen unter anderem in den Bands Reliquiae und Frendskopp.
Anfang 2017 gab Reliquiae bekannt, dass das Projekt Obscuratis als Nebenprojekt der Band wiederaufleben solle. Seitdem spielt die Band wieder auf Mittelaltermärkten in Deutschland. 

## Stil
Obscuratis spielen mittelalterliche Marktmusik auf klassischen, modernen und extravaganten Instrumenten. Ihr Stil ist als mittelalternativ anzusehen, da sie sich nicht an die Originalvorlagen aus der damaligen Zeit halten. Sie haben sowohl traditionelle Lieder neu bearbeitet, als auch eigene Lieder komponiert. Neben den szenetypischen Instrumenten, wie Dudelsack, Schalmei oder Davul, haben sie auch eher szenefremde Instrumenten, wie etwa Violine oder Djembé, in ihrer Musik verarbeitet.

## Bandlogo
Das Logo von Obscuratis ist ein "O", in dem sich ein Pestdoktor mit einer Schnabelmaske befindet, welcher eine Sackpfeife spielt. Das Logo wurde mit der Neugründung der Band überarbeitet, das „O“ ziert jetzt lediglich eine Schnabelmaske.

## Trivium
Filia von Museberg ist die Schwester des Gitarristen Greif der Osnabrücker Dark-Metal-Band Nachtblut.

## Diskografie
- 2006: Mittelalternativ
- 2007: Sonic Seducer Mittelalterspecial 5
- 2007: Adventon Vol.1
- 2009: Ad Infinitum
- 2009: Miroque Marktmusik